# Calyptranthes caudata
Calyptranthes caudata är en myrtenväxtart som beskrevs av George Gardner. Calyptranthes caudata ingår i släktet Calyptranthes och familjen myrtenväxter. Inga underarter finns listade i Catalogue of Life.